# Gente maravillosa
Gente maravillosa es el título del 21°. álbum de estudio grabado y realizado por el cantautor español José Luis Perales, Fue lanzado al mercado bajo el sello discográfico Sony Latin el 25 de mayo de 1993, siendo nuevamente el director de producción José Luis Gil.
De este álbum se desprenden cuatro sencillos:
- Marruecos (1993)
- Amor sin límite (1993)
- La música (1993)
- Gente maravillosa (1994)

## Listado de canciones

### Disco de vinilo
| Lado A |                       |          |  |
| N.º    | Título                | Duración |  |
| 1.     | «La música»           |          |  |
| 2.     | «No supo decir no»    |          |  |
| 3.     | «Gente maravillosa»   |          |  |
| 4.     | «El rincón de Andrés» |          |  |
| 5.     | «La vida»             |          |  |

| Lado B |                      |          |  |
| N.º    | Título               | Duración |  |
| 1.     | «Amor sin límite»    |          |  |
| 2.     | «Marruecos»          |          |  |
| 3.     | «S.O.S.»             |          |  |
| 4.     | «Demonios en Madrid» |          |  |
| 5.     | «Señor X»            |          |  |

### CD
| Gente maravillosa |                       |                   |          |  |
| N.º               | Título                | Escritor(es)      | Duración |  |
| 1.                | «La música»           | José Luis Perales | 3:47     |  |
| 2.                | «No supo decir no»    | José Luis Perales | 3:07     |  |
| 3.                | «Gente maravillosa»   | José Luis Perales | 4:49     |  |
| 4.                | «El rincón de Andrés» | José Luis Perales | 4:05     |  |
| 5.                | «La vida»             | José Luis Perales | 3:55     |  |
| 6.                | «Amor sin límite»     | José Luis Perales | 4:38     |  |
| 7.                | «Marruecos»           | José Luis Perales | 4:14     |  |
| 8.                | «S.O.S.»              | José Luis Perales | 3:58     |  |
| 9.                | «Demonios en Madrid»  | José Luis Perales | 2:58     |  |
| 10.               | «Señor X»             | José Luis Perales | 3:27     |  |
| 38:59             |                       |                   |          |  |

## Créditos y personal

### Músicos
- Dirección musical, orquestal y arreglos: Eddy Guerin
- Programación y teclados: Alberto Estebanez y José Antonio Quintano
- Guitarras: Juan Cerro
- Bajo: Eduardo Gracia
- Piano y teclados: Eddy Guerín
- Saxofón alto: Manuel «Manolo» Fernández (solista)
- Programación Forat 16 (artefacto utilizado para reducir el ruido):[6] Oscar Vinader
- Líder sección de cuerdas: Gavyn Wright
- Sección de metal y saxofón: Gary Barnacle
- Coros: Maisa, Edith, Soledad, Doris, Guzmán, Webo, Miguel y Adolfo

### Personal de grabación y posproducción
- Todas las canciones compuestas por José Luis Perales
- Edición de las letras: Editorial TOM MUSIC S.L.
- Grabación:
  -  España:
    - Madrid: Estudio Eurosonic

  -  Inglaterra:
    - Londres: The Angel Studio
- Mezcla: Estudio Eurosonic, Madrid
- Ingeniero de grabación y mezclas: Juan Vinader
- Asistente de grabación y mezclas: Antonio Álvarez
- Realización de copias maestras digitales: Kash Productions
- Compañía discográfica: Sony Music International (bajo el sello Columbia Records), A&R Development,  Nueva York, Estados Unidos
- Director de producción: José Luis Gil
- Productor ejecutivo: Tomás Muñóz
- Fotografías: Pablo Pérez-Mínguez
- Diseño gráfico: AS52 (Tony Luz y Delfín Melero)

© MCMXCIII. Sony Music Entertainment Inc.

### Créditos y personal
- Perales, José Luis (2012). «DISCOGRAFÍA - GENTE MARAVILLOSA». Archivado desde el original el 26 de abril de 2012. Consultado el 15 de enero de 2013.

- Datos: Q5391247